# Governo Kristersson
Il Governo Kristersson è il 57º e attuale esecutivo della Svezia. È presieduto dal Ministro di Stato moderato Ulf Kristersson, nominato Primo Ministro dal Parlamento svedese il 17 ottobre 2022 con 176 voti favorevoli su 349.
Si tratta di un governo di coalizione fra Moderati, Liberali e Democratici Cristiani, con l'appoggio esterno dei Democratici Svedesi.

## Storia

### Formazione
Le elezioni del 2022 hanno assegnato la maggioranza assoluta (176 seggi su 349) alla coalizione di centro-destra. I quattro partiti che ne facevano (il Partito Moderato, i Democristiani, i Liberali ed i Democratici Svedesi) sono entrati ufficialmente in trattative per formare un nuovo esecutivo: i Democratici Svedesi, pur essendo il partito più votato della coalizione (con 73 seggi), hanno deciso di fornire un appoggio esterno senza entrare ufficialmente nella compagine governativa. Ai Democratici Svedesi è stato comunque concesso un proprio ufficio di rappresentanza presso il governo. Ciò permette a quest’ultimi un controllo più vicino dell’operato dell'esecutivo, così come la possibilità di impostare svariate politiche più vicine alle loro ideologie in seno al governo.
A seguito della prima riunione del neo-eletto Riksdag, il Presidente del Riksdag Andreas Norlén ha avviato il processo di formazione di un nuovo esecutivo, ufficialmente incaricando il leader moderato Ulf Kristersson di sondare l’Assemblea in cerca di una maggioranza. A seguito di negoziati fra le forze politiche, durati poco più di un mese, il Riksdag ha designato Kristersson primo ministro il 17 ottobre con 176 voti favorevoli, 173 contrari e nessun astenuto. Kristersson ha presentato la sua squadra di governo il 18 ottobre.

## Compagine di governo

### Appartenenza politica
L'appartenenza politica dei membri del Governo alla sua formazione è la seguente:
| Partito | Partito                    | Presidente | Ministri | Totale |
| ------- | -------------------------- | ---------- | -------- | ------ |
|         | Partito Moderato (M)       | 1          | 12       | 13     |
|         | Democratici Cristiani (KD) | —          | 6        | 6      |
|         | Liberali (L)               | —          | 5        | 5      |
| Totale  | Totale                     | 1          | 23       | 24     |

### Situazione parlamentare
| Camera  | Collocazione     | Partiti                          | Seggi     |
| ------- | ---------------- | -------------------------------- | --------- |
| Riksdag | Governo          | M (68), KD (19), L (16)          | 103 / 349 |
| Riksdag | Appoggio esterno | SD (73)                          | 73 / 349  |
| Riksdag | Opposizione      | S (107), V (24), C (24), MP (18) | 173 / 349 |

## Composizione
Partito Moderato (M)
     Democratici Cristiani (KD)
     Liberali (L)
| Ufficio del Ministro di Stato         | Ufficio del Ministro di Stato | Ufficio del Ministro di Stato | Ufficio del Ministro di Stato                       | Ufficio del Ministro di Stato |
| Carica                                | Titolare                      | Titolare                      | Titolare                                            | Partito                       |
| ------------------------------------- | ----------------------------- | ----------------------------- | --------------------------------------------------- | ----------------------------- |
| Ministro di Stato                     |                               |                               | Ulf Kristersson                                     | M                             |
| Vice Ministro di Stato                |                               |                               | Ebba Busch                                          | KD                            |
| Ministeri                             |                               |                               |                                                     |                               |
| Ministri                              | Ministri                      | Ministri                      | Ministri                                            | Partito                       |
| Energia ed Impresa                    |                               |                               | Ebba Busch                                          | KD                            |
| Affari europei e cooperazione nordica |                               |                               | Jessika Roswall (fino al 10 settembre 2024)         | M                             |
| Affari europei e cooperazione nordica |                               |                               | Jessika Rosenkrants (dal 10 settembre 2024)         | M                             |
| Giustizia e affari interni            |                               |                               | Gunnar Strömmer                                     | M                             |
| Migrazione                            |                               |                               | Maria Malmer Stenergard (fino al 10 settembre 2024) | M                             |
| Migrazione                            |                               |                               | Johan Forssel (dal 10 settembre 2024)               | M                             |
| Affari esteri                         |                               |                               | Tobias Billström (fino al 10 settembre 2024)        | M                             |
| Affari esteri                         |                               |                               | Maria Malmer Stenergard (dal 10 settembre 2024)     | M                             |
| Commercio e aiuti esteri              |                               |                               | Johan Forssell (fino al 10 settembre 2024)          | M                             |
| Commercio e aiuti esteri              |                               |                               | Benjamin Dousa (dal 10 settembre 2024)              | M                             |
| Difesa                                |                               |                               | Pål Jonson                                          | M                             |
| Difesa civile                         |                               |                               | Carl-Oskar Bohlin                                   | M                             |
| Affari sociali                        |                               |                               | Jakob Forssmed                                      | KD                            |
| Salute                                |                               |                               | Acko Ankarberg Johansson                            | KD                            |
| Servizi sociali                       |                               |                               | Camilla Waltersson Grönvall                         | M                             |
| Previdenza sociale e pensioni         |                               |                               | Anna Tenje                                          | M                             |
| Finanze                               |                               |                               | Elisabeth Svantesson                                | M                             |
| Mercati finanziari                    |                               |                               | Niklas Wykman                                       | M                             |
| Pubblica amministrazione              |                               |                               | Erik Slottner                                       | KD                            |
| Istruzione                            |                               |                               | Mats Persson                                        | L                             |
| Istruzione                            |                               |                               | Johan Pehrson                                       | L                             |
| Scuole                                |                               |                               | Lotta Edholm                                        | L                             |
| Ambiente                              |                               |                               | Romina Pourmokhtari                                 | L                             |
| Cultura                               |                               |                               | Parisa Liljestrand                                  | M                             |
| Impiego ed integrazione               |                               |                               | Johan Pehrson (fino al 10 settembre 2024)           | L                             |
| Impiego ed integrazione               |                               |                               | Mats Persson (dal 10 settembre 2024)                | L                             |
| Uguaglianza                           |                               |                               | Paulina Brandberg                                   | L                             |
| Affari rurali                         |                               |                               | Peter Kullgren                                      | KD                            |
| Infrastrutture e alloggi              |                               |                               | Andreas Carlson                                     | KD                            |

Fonte: (SV, EN) Sveriges regering, su government.se. URL consultato il 18 ottobre 2022.

### Esplicative
1. ↑  Sebbene Ulf Kristersson sia stato eletto dal Riksdag Primo Ministro il 17 ottobre 2022, il governo è stato operativo solo a partire dal 18 ottobre, giorno in cui i restanti ministri sono entrati in carica.
2. ↑  Uno dei quale è anche Vice primo ministro.

### Fonti
1. ↑   Svezia: eletto in nuovo premier grazie all'appoggio dell'estrema destra, Rai News, 17 ottobre 2022.
2. ↑   Kristersson premier con i voti dell’estrema destra, RSI, 17 ottobre 2022.
3. ↑   Svezia, Kristersson è il nuovo premier con i voti dell'estrema destra, La Repubblica, 17 ottobre 2022.
4. ↑   In Svezia ha vinto il centrodestra, Il Post, 14 settembre 2022.
5. ↑   Charles Szumski (Traduttore: Laura Miraglia), L’estrema destra svedese punta ancora al governo, Euractiv, 20 settembre 2022.
6. ↑   Nicolò Guelfi, Svezia: incarico al leader dei Moderati Kristersson, ma per governare serve l’appoggio dell’estrema destra, La Stampa, 19 settembre 2022.
7. ↑   Svezia: nuovo governo con l'estrema destra, Rai News, 14 ottobre 2022.
8. ↑   Svezia, Ulf Kristersson è il nuovo premier: "Lotta al crimine un grande impegno" (F4V), ANSA, 17 ottobre 2022.